# Gladys Carson
Gladys Helena Carson, nach Heirat Gladys Hewitt (* 8. Februar 1903 in Leicester; † 17. November 1987 in Spilsby), war eine britische Schwimmerin, die eine olympische Bronzemedaille gewann.

## Karriere
Gladys Carson nahm 1919 erstmals an der britischen Langstreckenmeisterschaft über fünf Meilen in der Themse teil und wurde Siebte. 1922 schwamm sie auf den dritten Platz und 1924 auf den zweiten Platz. 
1924 wurde sie in der britischen Olympiaqualifikation im 200-Meter-Brustschwimmen Dritte hinter Irene Gilbert und Lucy Morton und konnte sich für die Teilnahme an den olympischen Schwimmwettbewerben 1924 in Paris qualifizieren. Dort erreichten alle drei Britinnen das Finale, Vorlaufschnellste war Agnes Geraghty aus den Vereinigten Staaten. Im Endlauf siegte Lucy Morton mit 0,8 Sekunden Vorsprung vor Geraghty, die ihrerseits 1,4 Sekunden vor Carson das Ziel erreichte. Die Viertplatzierte Schwedin Wivan Pettersson hatte über zwei Sekunden Rückstand auf Carson. Die dritte Britin Irene Gilbert wurde knapp hinter der Schwedin Fünfte.
Gladys Carson arbeitete später als Grundschullehrerin.